# Malatycze (obwód grodzieński)
Malatycze (biał. Маляцічы, Malaciczy; ros. Молятичи, Molatyczi; hist. Malatycze, Małatycze) – wieś na Białorusi w rejonie szczuczyńskim obwodu grodzieńskiego, w sielsowiecie Wasiliszki (Wasiliszki). 
W XIX w. Malatycze leżały w powiecie lidzkim guberni wileńskiej bądź w powiecie słonimskim guberni grodzieńskiej, w gminie Stara Wieś. 
W dwudziestoleciu międzywojennym znajdowały się w gminie Nowy Dwór, w powiecie lidzkim, a od 1929 w powiecie szczuczyńskim województwa nowogródzkiego Rzeczypospolitej Polskiej. 